# Xyrichtys javanicus
Xyrichtys javanicus es una especie de peces marinos de la familia de los lábridos.

## Distribución y hábitat
Es una especie marina de comportamiento demersal, que se distribuye por aguas de clima tropical del océano Índico y el mar Rojo, común en la isla de Java (Indonesia).
Existe poca información sobre el hábitat esta especie, de la que solamente se conocen unos cuantos especímenes, parece que prefiere los fondos de arena y con escombros.